# Club Atlético de Madrid 1956-1957
Questa voce raccoglie le informazioni riguardanti il Club Atlético de Madrid nelle competizioni ufficiali della stagione 1956-1957.

## Stagione
Nella stagione 1956-1957 i colchoneros, allenati da Antonio Barrios, terminarono il campionato al quinto posto. In Coppa del Generalísimo l'Atlético Madrid fu invece eliminato agli ottavi di finale dal Barcellona.

## Maglie e sponsor
| Manica sinistra · Manica sinistra · Maglietta · Maglietta · Manica destra · Manica destra · Pantaloncini · Calzettoni |

## Rosa
| N. |                      | Ruolo | Calciatore              |
| -- | -------------------- | ----- | ----------------------- |
| -  | Spagna (bandiera)    | P     | Manuel Pazos            |
| -  | Spagna (bandiera)    | P     | Luis Menéndez           |
| -  | Spagna (bandiera)    | P     | José Chércoles          |
| -  | Spagna (bandiera)    | D     | Antonio Collar          |
| -  | Spagna (bandiera)    | D     | Luis Rusiñol            |
| -  | Spagna (bandiera)    | D     | Pedro Buendía           |
| -  | Paraguay (bandiera)  | D     | Heriberto Herrera       |
| -  | Spagna (bandiera)    | D     | Alberto Callejo         |
| -  | Spagna (bandiera)    | D     | Verde                   |
| -  | Spagna (bandiera)    | C     | José Hernández González |
| -  | Argentina (bandiera) | C     | Dante Homérico Lugo     |

| N. |                      | Ruolo | Calciatore             |
| -- | -------------------- | ----- | ---------------------- |
| -  | Spagna (bandiera)    | C     | Ramón De Pablo Marañón |
| -  | Argentina (bandiera) | C     | Antonio Garabal        |
| -  | Spagna (bandiera)    | C     | Ramón Cobo             |
| -  | Spagna (bandiera)    | C     | José Vallejo           |
| -  | Spagna (bandiera)    | C     | Adrián Escudero        |
| -  | Cile (bandiera)      | C     | Francisco Molina ()    |
| -  | Spagna (bandiera)    | A     | Joaquín Peiró          |
| -  | Spagna (bandiera)    | A     | Enrique Collar         |
| -  | Spagna (bandiera)    | A     | Miguel González Pérez  |
| -  | Spagna (bandiera)    | A     | Agustín Sánchez        |
| -  | Spagna (bandiera)    | A     | Rafa Delgado           |

## Risultati

### Primera División

#### Girone di andata
| Arbitro: | Félix Birigay Nieva |

|  |           |                                              |
|  | Marcatori | 14’ Escudero 26’ Agustín 61’ Miguel 66’ Rafa |

| Madrid 16 settembre 1956 2ª giornata | Atlético Madrid          | 0 – 0 referto | Atlético Bilbao | Metropolitano\| Arbitro: \| Rafael Tamarit Falaguera \| |
| Arbitro:                             | Rafael Tamarit Falaguera |               |                 |                                                         |

| Arbitro: | Manuel Gómez Arribas |

|                                                |           |                                       |
| Suárez 11’, 29’, 64’, 84’ Tejada 33’, 46’, 67’ | Marcatori | 63’ (aut.) Brugué 74’ Cobo 85’ Collar |

| Arbitro: | Julián Arnal Valdivieso |

|                    |           |  |
| Rafa 32’, 74’, 80’ | Marcatori |  |

| Arbitro: | Julián Arqué Martín |

|                       |           |                              |
| Fuertes 28’ Buqué 39’ | Marcatori | 57’ (aut.) Timor 82’ Agustín |

| Arbitro: | Enrique Blanco Pérez |

|                        |           |                                            |
| Collar 51’ Agustín 61’ | Marcatori | 11’, 47’ Mateos 36’ Di Stéfano 84’ Joseíto |

| Arbitro: | Julián Arnal Valdivieso |

|                      |           |            |
| Serer 20’ Valdés 35’ | Marcatori | 10’ Molina |

| Arbitro: | Juan Gardeazabal Garay |

|             |           |  |
| Vallejo 20’ | Marcatori |  |

| Arbitro: | Félix Birigay Nieva |

|             |           |                     |
| Bertran 35’ | Marcatori | 8’ Collar 26’ Peiró |

| Arbitro: | Julián Rey Martínez |

|                                                                            |           |         |
| Rafa 3’, 35’ Agustín 13’ (rig.), 29’ (rig.) Peiró 23’, 33’, 86’ Collar 41’ | Marcatori | 8’ Coll |

| Arbitro: | Julián Arqué Martín |

|                                          |           |             |
| Pepillo 19’, 32’, 71’ Arza 62’ Loren 65’ | Marcatori | 60’ Agustín |

| Arbitro: | Lucas Saz Olmedo |

|                       |           |  |
| Peiró 35’ Vallejo 77’ | Marcatori |  |

| Arbitro: | José Bielsa Naval |

|                                        |           |                                    |
| Badenes 8’, 73’ Gallet 22’ Murillo 38’ | Marcatori | 15’ Peiró 85’ Miguel 89’ Hernández |

| Arbitro: | José González Echeverría |

|            |           |             |
| Vázquez 9’ | Marcatori | 31’ Agustín |

| Arbitro: | Félix Birigay Nieva |

|            |           |              |
| Molina 46’ | Marcatori | 11’ Antoniet |

#### Girone di ritorno
| Arbitro: | Julián Arqué Martín |

|                                            |           |  |
| Cobo 20’ Rafa 40’, 50’ Peiró 76’, 80’, 87’ | Marcatori |  |

| Arbitro: | Ramón Azón Roma |

|              |           |                                             |
| Maguregi 40’ | Marcatori | 17’ Vallejo 39’ Callejo 85’ Collar 89’ Rafa |

| Arbitro: | Enrique Blanco Pérez |

|                             |           |                    |
| Peiró 3’ Vallejo 52’ (rig.) | Marcatori | 57’ (aut.) Rusiñol |

| Arbitro: | Manuel Gómez Arribas |

|                      |           |                   |
| Aznar 18’ Ucelay 30’ | Marcatori | 31’ (aut.) Ansola |

| Arbitro: | José María Ortiz de Mendíbil |

|             |           |  |
| Rusiñol 60’ | Marcatori |  |

| Arbitro: | Juan Gardeazabal Garay |

|  |           |                      |
|  | Marcatori | 28’ Peiró 31’ Miguel |

| Arbitro: | Lucas Saz Olmedo |

|                          |           |           |
| Escudero 20’ Callejo 29’ | Marcatori | 79’ Serer |

| Arbitro: | José González Echeverría |

|           |           |  |
| Mauro 25’ | Marcatori |  |

| Arbitro: | Enrique Blanco Pérez |

|                                                             |           |                     |
| Miguel 6’ Rafa 11’ Callejo 17’ Agustín 36’, 87’ Rusiñol 45’ | Marcatori | 15’ Moya 22’ Basora |

| Arbitro: | Julián Rey Martínez |

|  |           |                    |
|  | Marcatori | 61’ (rig.) Rusiñol |

| Arbitro: | Juan Gardeazabal Garay |

|          |           |                       |
| Peiró 7’ | Marcatori | 30’ Doménech 42’ Payá |

| Arbitro: | Enrique Blanco Pérez |

|                         |           |          |
| González 80’ Glaría 89’ | Marcatori | 66’ Lugo |

| Arbitro: | Ramón Azón Roma |

|          |           |                                       |
| Rafa 16’ | Marcatori | 20’ Badenes 26’ Murillo 62’ Rodríguez |

| Arbitro: | José Bielsa Naval |

|                                |           |  |
| Callejo 30’ Lugo 40’ Peiró 43’ | Marcatori |  |

| Arbitro: | José González Echeverría |

|                       |           |  |
| Arregui 47’ Peiró 85’ | Marcatori |  |

### Coppa del Generalísimo
| Arbitro: | Julián Rey Martínez |

|                       |           |                                                    |
| Garabal 40’ Peiró 53’ | Marcatori | 14’ Martínez 31’ Basora 48’, 85’ Kubala 66’ Tejada |

| Arbitro: | José González Echeverría |

|                                                       |           |               |
| Martínez 16’, 19’, 26’, 32’, 41’, 77’, 83’ Kubala 54’ | Marcatori | 73’ Hernández |

## Statistiche

### Statistiche di squadra
| Competizione           | Punti | Totale | Totale | Totale | Totale | Totale | Totale | DR  |
| Competizione           | Punti | G      | V      | N      | P      | Gf     | Gs     | DR  |
| ---------------------- | ----- | ------ | ------ | ------ | ------ | ------ | ------ | --- |
| Primera División       | 34    | 30     | 15     | 4      | 11     | 65     | 45     | +20 |
| Coppa del Generalísimo | -     | 2      | 0      | 0      | 2      | 3      | 13     | -10 |
| Totale                 | 34    | 32     | 15     | 4      | 13     | 68     | 58     | +10 |